# Fisker Pear
Fisker Pear – elektryczny samochód osobowy typu crossover klasy kompaktowej wyprodukowany pod amerykańską marką Fisker w 2023

## Historia i opis modelu

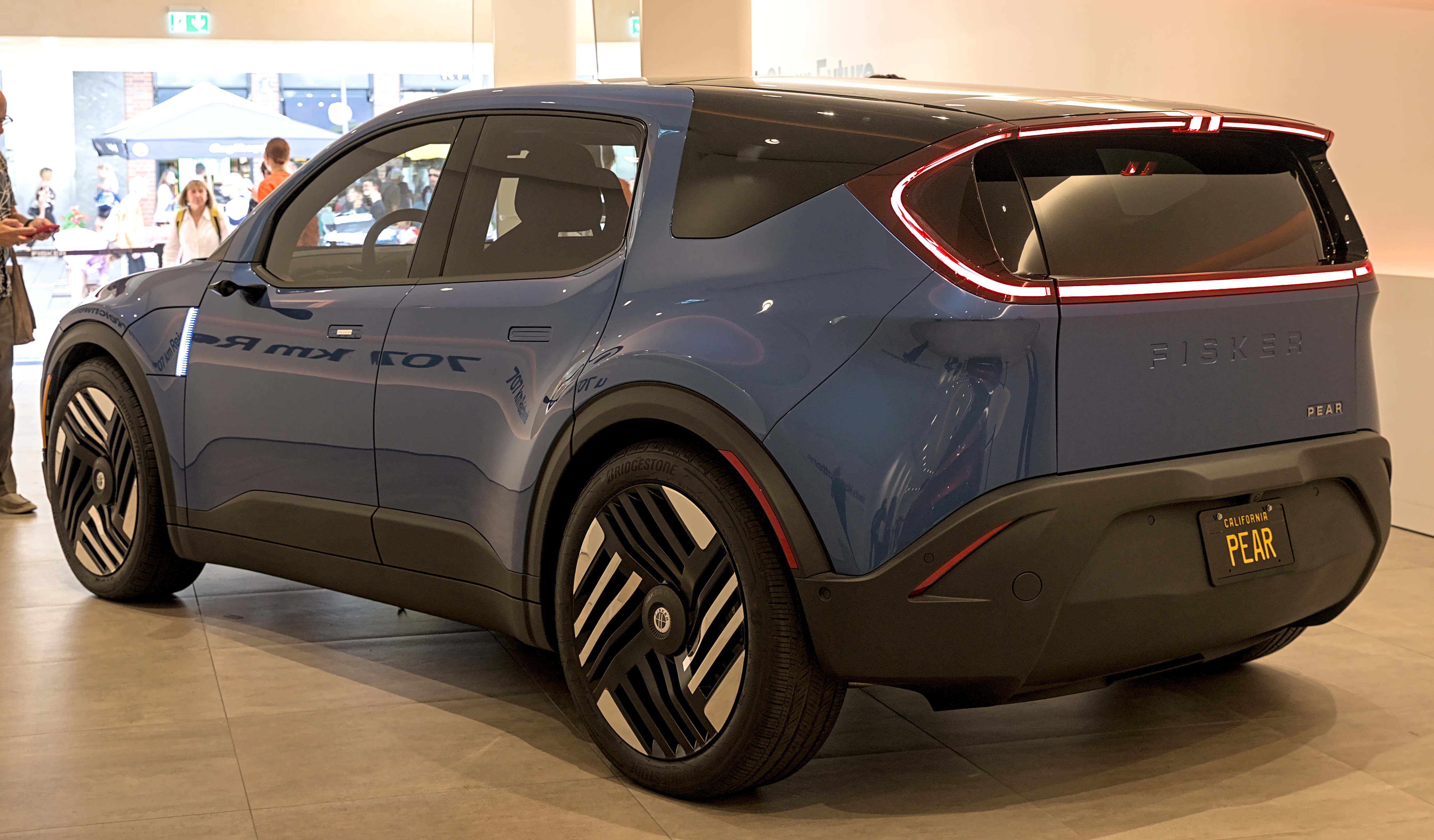
Fisker Pear - tył

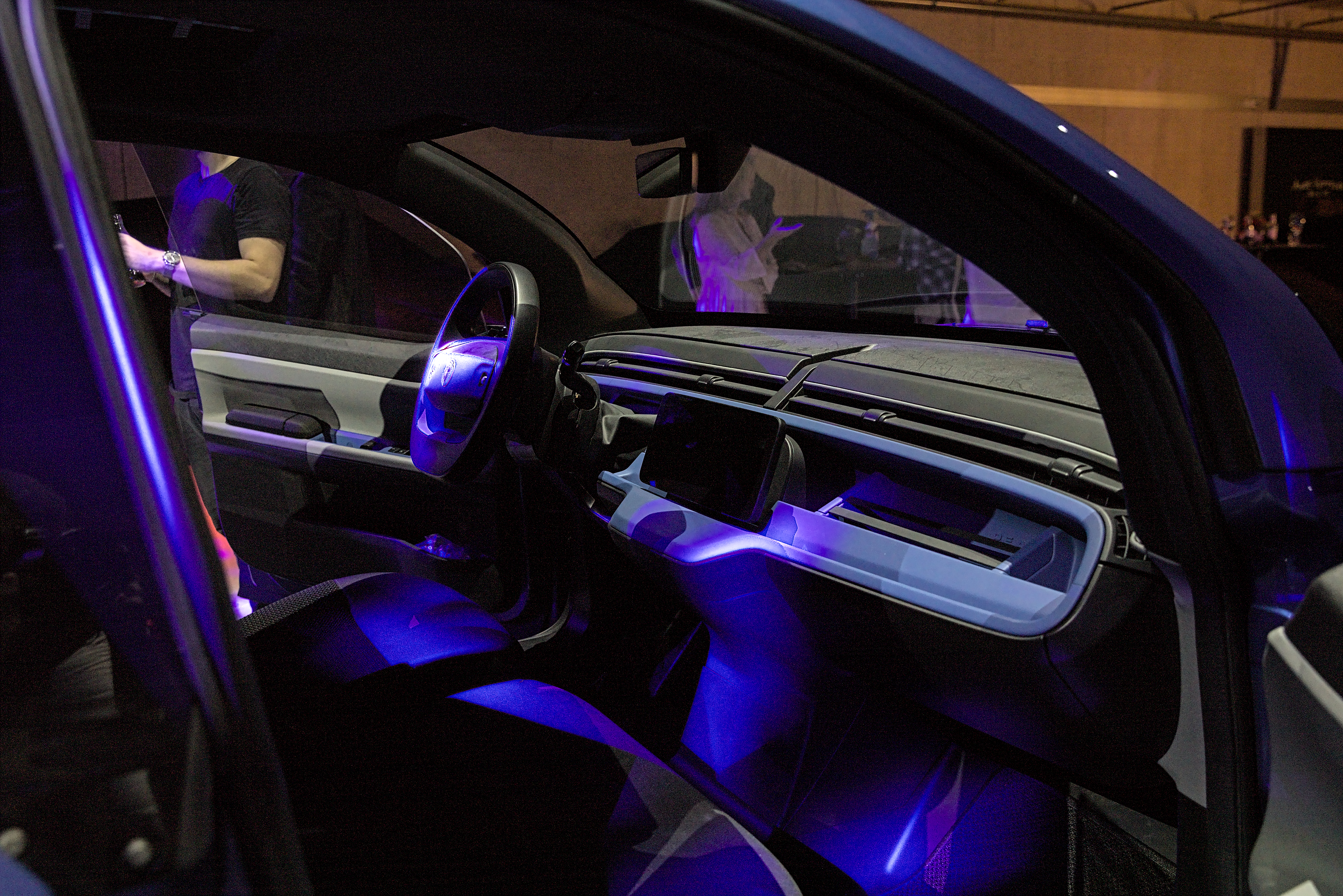
Fisker Pear - kokpit

W lutym 2021 amerykański Fisker ogłosił zawarcie porozumienia z tajwańskim Foxconnem w celu wspólnej budowy przystępnego cenowo, kompaktowego samochodu elektrycznego rozwijanego w ramach Project PEAR (ang. Personal Electric Automotive Revolution). W maju tego samego roku przedstawiono pierwszą zapowiedź pojazdu, określając jego główne założenia wokół ceny i zasięgu rynkowego. Rok później, w maju 2022, prace nad stylistyką zostały zakończone, wyrażając to pierwszymi grafikami wskazującymi kluczowe detale, by w grudniu tego samego roku rozpocząć testy zamaskowanych, przedprodukcyjnych egzemplarzy skrywających projekt gotowy do produkcji seryjnej. Ostatecznie, oficjalna prezentacja drugiego produkcyjnego samochodu Fiskera odbyła się w sierpniu 2023 roku.
Autorski projekt Henrika Fiskera przewidział zarówno cechy upodabniające do większego Oceana, jak i nietypowe, zastosowane po raz pierwszy detale. Znalazła się wśród nich charakterystyczna linia okien, rozbudowane tylne oświetlenie w kształcie owalu okalającego szybę czy ścięty, gwałtownie opadający dach pokryty panelami słonecznymi, tzw. "SolarSky". Pas przedni przyozdobiły dwurzędowe reflektory tworzone przez wąskie reflektory połączone pasem świetlnym, na środku którego znalazł się napis z nazwą modelu.
Nietypowym rozwiązaniem stał się system otwierania bagażnika, tzw. "Houdini Trunk". Zamiast zwyczajowego uchylania do góry, klapa przyjęła postać odsuwanej w dół burty obejmującej także szybę. Fisker Pear wyposażony został także w przedni bagażnik, który wyposażono w funkcję termoizolacji.
Kabina pasażerska została utrzymana w surowym, minimalistycznym wzornictwie minimalizującym liczbę przyrządów oraz paneli na desce rozdzielczej na rzecz wnęk i schowków. W centralnym punkcie wykonanego z przetworzonego, kolorowego tworzywa kokpitu umieszczono obracający się w zakresie 90 stopni, 17,1-calowy ekran dotykowy systemu multimedialnego. We wnętrzu Peara wygospodarowano 6 miejsc siedzących, z trzecim dodatkowym siedziskiem możliwym do pozyskania dzięki zamontowaniu szerokiej ławy w miejscu tradycyjnego tunelu środkowego między fotelem kierowcy i pasażera.

### Sprzedaż
Głównym założeniem towarzyszącym budowie Peara było zminimalizowanie kosztów produkcji i uzyskanie założonej z góry ceny mniej niż 30 tysięcy dolarów. Ułatwiła to platforma SLV1 wykorzystująca 35% mniej komponentów niż w podobnej wielkości samochodach, zmniejszając ilość elementów potrzebnych do montażu. Do produkcji wyznaczone zostały zakłady w amerykańskim Lordstown należące do Foxconn, co jest skutkiem zawartej w 2021 roku umowy pomiędzy Fiskerem a tajwańską firmą. Pierwsze dostawy były planowane na lipiec 2025 roku, z rynkami zbytu obejmującymi Amerykę Północną oraz Europę Zachodnią. Przez bankructwo Fiskera w połowie 2024 roku, projekt nie doczekał się realizacji.

### Dane techniczne
Fisker Pear to samochód w pełni elektryczny, gdzie napęd przenoszony jest na tylną lub obie osie. Przewidziano dwa pakiety akumulatorów, oferujące maksymalny zasięg wynoszący ok. 320 lub 560 kilometrów na jednym ładowaniu w cyklu WLTP.